# Inga martinicensis
Inga martinicensis är en ärtväxtart som beskrevs av Karel Presl. Inga martinicensis ingår i släktet Inga och familjen ärtväxter. IUCN kategoriserar arten globalt som sårbar. Inga underarter finns listade i Catalogue of Life.